# Arawacus euptychia
Arawacus euptychia is een vlinder uit de familie van de Lycaenidae. De wetenschappelijke naam van de soort werd als Thecla euptychia in 1920 gepubliceerd door Max Draudt.